# Arbeitsgemeinschaft Mennonitischer Gemeinden in Deutschland
In der Arbeitsgemeinschaft Mennonitischer Gemeinden in Deutschland (AMG) arbeiten drei mennonitische Regionalkonferenzen mit insgesamt 56 Gemeinden zusammen. Die Mennoniten sind eine der ältesten evangelischen Freikirchen.

## Geschichte
Die Arbeitsgemeinschaft wurde 1990 von drei regionalen mennonitischen Gemeindeverbänden gegründet. Schon im Jahr 1982 trafen sich Vertreter der Regionalverbände, um eine deutschlandweite Zusammenarbeit zu diskutieren. Ein Jahr später fand ein erster gemeinsamer Gemeindetag statt. Im Jahr 1986 erschien erstmals die bundesweite täuferisch-mennonitische Gemeindezeitschrift Die Brücke. Schließlich wurde die Gründung der Arbeitsgemeinschaft Mennonitischer Gemeinden (AMG) für das Jahr 1990 vorbereitet.
Die einzelnen Regionalverbände entstanden schon im 19. Jahrhundert. Der vor allem im süddeutschen Raum vertretene Verband deutscher Mennonitengemeinden (VdM) entstand schon Ende des 18. Jahrhunderts aus regionalen Predigerversammlungen heraus. Protokolle der Zusammenkünfte existieren seit 1854. Die Arbeitsgemeinschaft Südwestdeutscher Mennonitengemeinden (ASM) wurde 1824 und die im norddeutschen Raum vertretende Vereinigung der Deutschen Mennonitengemeinden (VDM) 1886 gegründet.
Sowohl die Regionalverbände als auch die Arbeitsgemeinschaft sind rechtlich als Körperschaft des öffentlichen Rechts anerkannt. Die meisten Gemeinden befinden sich in Baden und der Pfalz, wo zahlreiche Nachfahren der mennonitischen Schweizer Brüder leben.
| Name | Gründungsjahr             | Verbreitung                                                                                      |
| --- | ------------------------- | ------------------------------------------------------------------------------------------------ |
| Vereinigung der Deutschen Mennonitengemeinden K.d.ö.R. (VDM)                                                                              | 1886                      | Nordrhein-Westfalen, Niedersachsen, Schleswig-Holstein, Hamburg, Bremen, Berlin, Rheinland-Pfalz |
| Arbeitsgemeinschaft Südwestdeutscher Mennonitengemeinden K.d.ö.R. (ASM) (früher: Konferenz der pfälzisch-hessischen Mennoniten-Gemeinden) | 1824                      | Rheinland-Pfalz, Hessen                                                                          |
| Verband deutscher Mennonitengemeinden K.d.ö.R. (VdM) (früher: Badisch-Württembergisch-Bayerischer Gemeindeverband)                        | Ende des 18. Jahrhunderts | Baden-Württemberg, Bayern, Rheinland-Pfalz, Sachsen-Anhalt                                       |

## Aufgaben

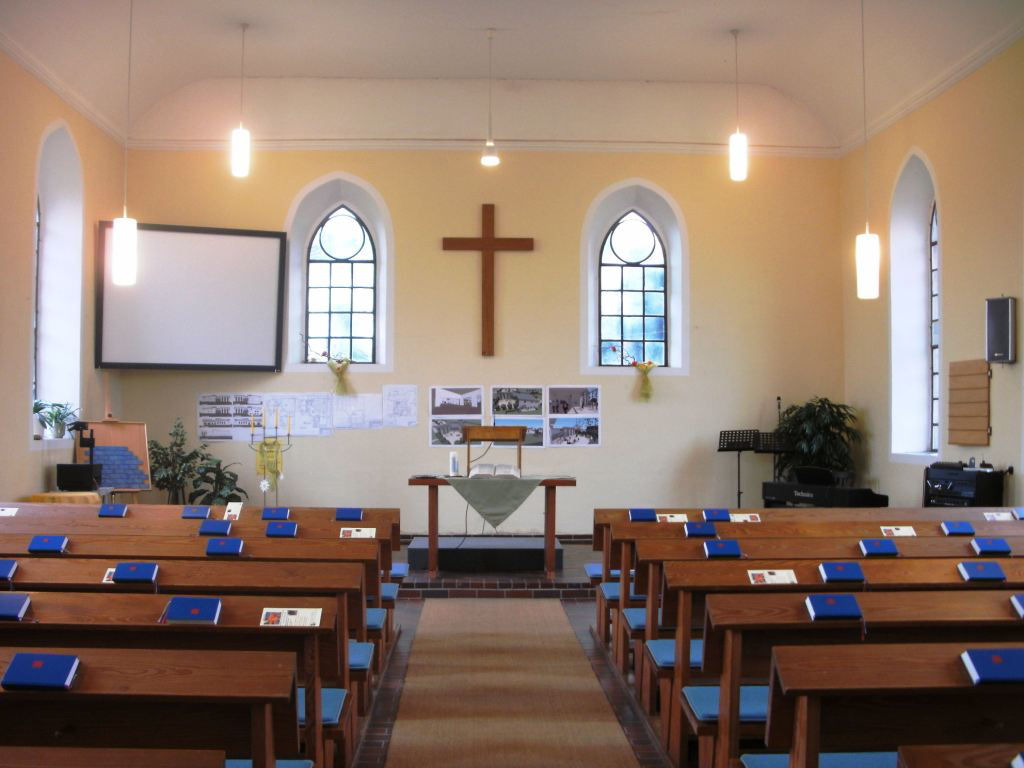
Inneres der Mennonitenkirche Sembach

Die AMG ist nach dem mennonitischen Glaubens- und Gemeindeverständnis, das der örtlichen Gemeinde die letzte Souveränität zuweist und übergeordnete Zusammenschlüsse nur im Sinne einer freiwilligen Arbeitsgemeinschaft kennt, keine bundesweite Kirchenregierung, sondern sie erfüllt bestimmte, ihr zugewiesene Aufgaben von gemeinsamem Interesse. Die Gemeinden selbst werden als Abbild der neutestamentlichen Gemeinde verstanden. Die Leitung liegt hier in der Regel in den Händen von Ältesten, Predigern und Diakonen.
Zweck ist unter anderem die Veranstaltung von Tagungen und Seminaren sowie die Herausgabe der Zeitschrift Die Brücke – Täuferisch-Mennonitische Gemeindezeitschrift. Daneben erscheint einmal im Jahr das Mennonitische Jahrbuch. Im Jahr 2004 gab die AMG zusammen mit den Mennoniten in der Schweiz ein neues Mennonitisches Gesangbuch heraus. Die AMG vertritt die deutschen Gemeinden in der Mennonitischen Weltkonferenz.
Mitglieder der AMG sind formal nicht die einzelnen Gemeinden, sondern die drei Regionalverbände, die aber wiederum durch ihre Gemeinden in der Mitgliederversammlung der AMG vertreten sind.

## Einrichtungen

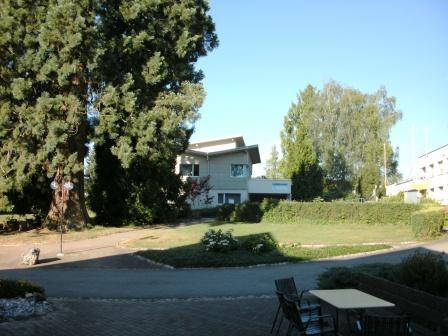
Gebäude des Theologischen Seminars Bienenberg

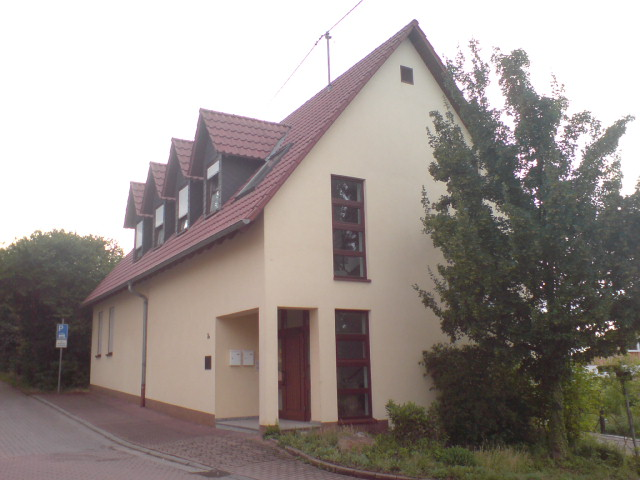
Der Mennonitische Geschichtsverein betreibt an seinem Sitz die Mennonitische Forschungsstelle

Die Arbeitsgemeinschaft Mennonitischer Gemeinden arbeitet mit mehreren mennonitischen Werken und Einrichtungen zusammen. Die Einrichtungen werden direkt von der AMG oder von den Gemeinden und Regionalverbänden innerhalb der AMG unterhalten. Zusammen mit mennonitischen Gemeindeverbänden in Frankreich und der Schweiz unterstützen die deutschen Mennoniten das Ausbildungs- und Tagungszentrum Bienenberg in der Schweiz, das auch über ein Theologisches Seminar verfügt.
Die Seniorenarbeit wird in vielen Gemeinden von Ehrenamtlichen der Menndia – Mennonitische Diakonie übernommen. Die kirchliche Jugendarbeit findet in zwei Verbänden für Nord- und Süddeutschland statt.
- Ausbildungs- und Tagungszentrum Bienenberg (ATB)
- Christliche Dienste (Mennonitische Freiwilligendienste)
- Deutsches Mennonitisches Friedenskomitee (DMFK)
- Deutsches Mennonitisches Missionskomitee (DMMK)
- Mennonitisches Friedenszentrum Berlin
- Mennonitischer Geschichtsverein, er betreibt insbesondere die Mennonitische Forschungsstelle auf dem Weierhof
- Mennonitisches Hilfswerk
- Mennonitische Jugend Norddeutschland (MJN)
- Jugendwerk Süddeutscher Mennonitengemeinden (juwe)
- Tagungsstätte Thomashof (Träger: Bibelheim der Mennoniten e. V.)
- Mennonite Central Committee

## Ökumene

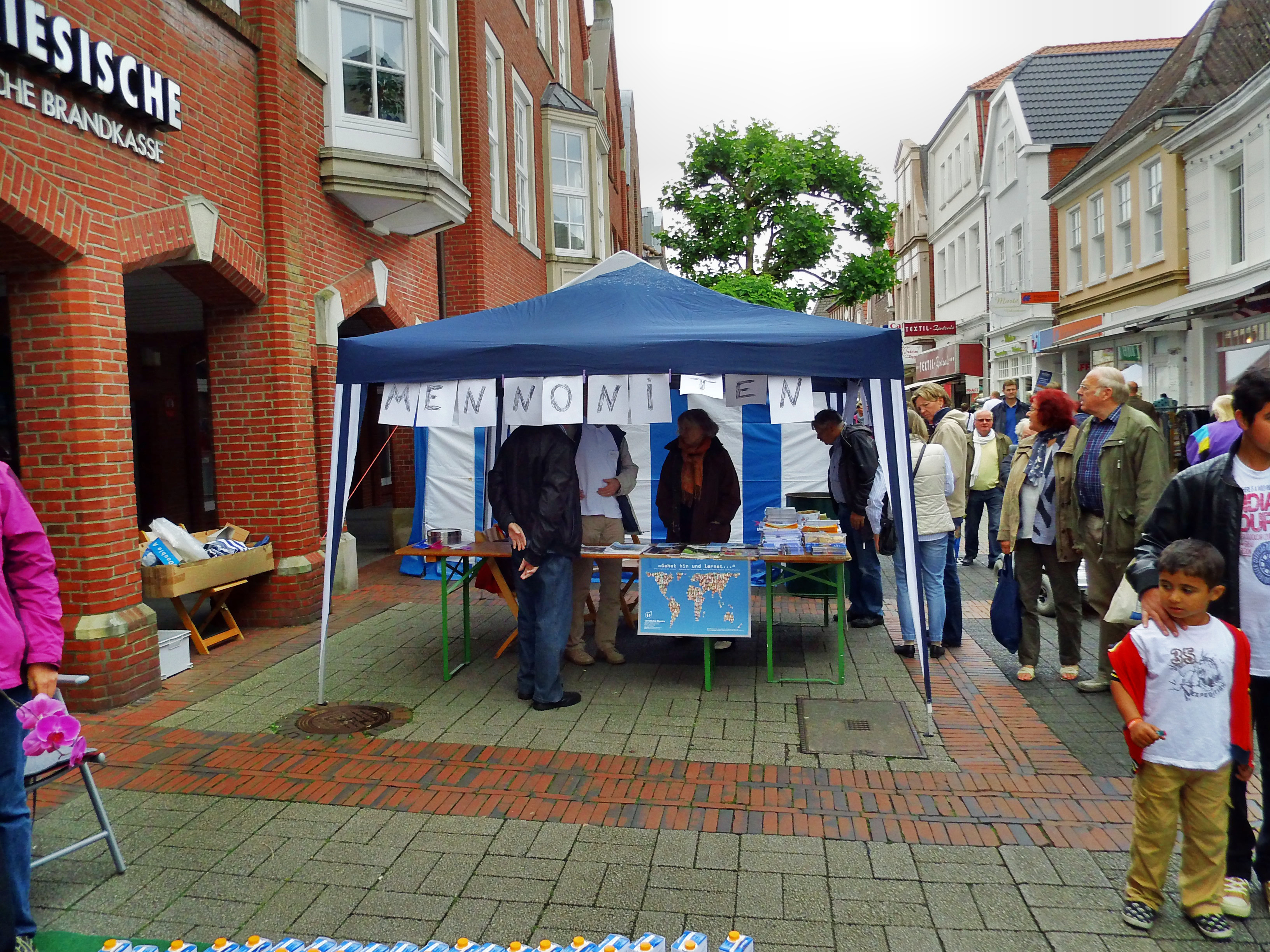
Mennonitischer Stand auf dem evangelischen 6. Ostfriesischen Kirchentag 2012 in Aurich

Die meisten Mennoniten sehen sich mit allen Christen verbunden, die Jesus als Herrn bekennen und nach seiner Lehre leben wollen und halten ihre Kirchen für sie offen.
Die AMG ist Mitglied der Vereinigung Evangelischer Freikirchen in Deutschland, in der Diakonischen Arbeitsgemeinschaft evangelischer Kirchen, im Deutschen Komitee des Weltgebetstags sowie in der Arbeitsgemeinschaft Christlicher Kirchen in Deutschland. Die über die VDM schon lange bestehende Mitgliedschaft im Ökumenischen Rat der Kirchen ging Ende 2016 auf die AMG über.
Die AMG ist international mit anderen mennonitischen Kirchen und Gemeindeverbänden in der Mennonitischen Weltkonferenz verbunden. Zwischen 2000 und 2015 bestand eine Kirchenpartnerschaft der AMG mit der Meserete-Kristos-Kirche in Äthiopien. Seit 2019 wird eine Kirchenpartnerschaft mit der kolumbianischen mennonitischen Kirche (Iglesia Cristiana Menonita in Kolumbien = IMCOL) angestrebt.